# Jesenkov Vrh
Il monte Jesenkov Vrh con 710 m s.l.m. è una montagna delle Pohorje nelle Prealpi Slovene nord-orientali. Si trova nella regione della Carinzia in Slovenia nel comune di Slovenj Gradec (comune).